# Свєчкарьов Ігор Вадимович
Свєчкарьов Ігор Вадимович (нар. 16 грудня 1935, Харків — пом. 9 жовтня 2018, Харків)  — радянський, український фізик-експериментатор, доктор фізико-математичних наук, професор, лауреат Державної премії УРСР у галузі науки і техніки.

## Біографія
Ігор Вадимович Свєчкарьов народився 16 грудня 1935 року в Харкові. В 1960 році закінчив Харківський державний університет і був прийнятий на роботу в Фізико-технічний інститут низьких температур, у якому проробив усе життя. Був одним з найближчих помічників  засновника  інституту Б. І. Вєркіна, зробив істотний внесок у становлення та розвиток ФТІНТ. В 1964 захистив кандидатську, а в 1973 — докторську дисертацію. Протягом 42 років (до 2010) очолював відділ магнітних властивостей і спектроскопії металів. З 2010 до 2015 обіймав посаду головного наукового співробітника.

## Наукова діяльність
У піонерських роботах І. В. Свєчкарьова та його учнів з  вивчення магнетизму  простих металів  і сплавів уперше спостерігалися особливості магнітної сприйнятливості, обумовлені проявом близькості рівня Фермі до особливих точок електронного спектра. Ці роботи лягли в основу нового напрямку фізики твердого тіла — спектроскопії провідних систем з використанням магнітних методів. Одним з  основних напрямків  досліджень І. В. Свєчкарьова було вивчення магнетизму сильно корельованих систем і його зв'язок з особливостями електронної структури  в  сполуках  перехідних, рідкісноземельних елементів і актинідів. Дослідження магнітної сприйнятливості цих систем при високих тисках дозволили виділити та кількісно описати основні  механізми  перебудови електронних спектрів  і  поведінки  обмінно-кореляційних  ефектів у перехідних металах при зміні міжатомної відстані, а також залежність від тиску параметрів обмінної взаємодії й  валентного стану в широкому класі рідкісноземельних сполук. Велику увагу І. В. Свєчкарьов приділяв дослідженню магнітних характеристик і електронних  спектрів нових  надпровідників, включаючи високотемпературні надпровідники. І. В. Свєчкарьов є автором і співавтором більш ніж 200 наукових статей. Його роботи широко цитуються у світовій літературі, а отримані їм результати відображені в багатьох вітчизняних і закордонних монографіях і довідниках. І. В. Свєчкарьов багаторазово брав участь у роботі оргкомітетів міжнародних конференцій і виступав з оглядовими доповідями. Для його діяльності характерно активне співробітництво з провідними вченими Німеччини, Канади, Нідерландів, Польщі, Росії, Словаччини, США, Чехії, Швейцарії, Швеції, Японії. Багато років  І. В.  Свєчкарьов  був заступником головного редактора журналу «Фізика низьких температур».

## Вибрані публікації
1. Svechkarev I.V., Panfilov A.S. Effect of pressure on the magnetic susceptibility of manganese and scandium, 1965, JETP Letters, Vol. 2(11), pp. 313—314
2. Panfilov A.S., Svechkarev I.V. Method of measuring susceptibility of weak-magnetic materials under pressure. 1967, Instruments and Experimental Techniques, pp. 179—180
3. Svechkarev I., Kuzimicheva L. Electron Phase Transition Display in the Susceptibility of Cadmium Alloys. 1970, physica status solidi (b) Vol. 37(2), pp. K113-K115
4. Svechkarev I., Panfilov A. Effects of Pressure on the Electronic Structure of Transition d‐Metals. 1974, physica status solidi (b) Vol. 63(1), pp. 11-50
5. Grechnev G.E., Svechkarev I.V., Sereda Y.P. Anomalous temperature dependence of the magnetic susceptibility of beryllium. 1978, Journal of Experimental and Theoretical Physics Vol. 48(3), pp. 502—505
6. Svechkarev I., Fawcett E., Holroyd F. Uniaxial stress-dependence of the Fermi surface of antiferromagnetic FeGe2. 1980, Solid State Communications Vol. 35(3), pp. 297—299
7. Khotkevich V.V., Pluzhnikov V.B., Svechkarev I.V., Grechnev G.E., Anderson D.R., Pikett U. Electron energy spectrum and De Haas-Van Alphen effect in Cd3Mg ordered compound. 1984, Fizika Nizkikh Temperatur Vol. 10(4), pp. 431—434
8. Klimker H., Perz J., Svechkarev I., Dolgopolov D. Low temperature magnetostriction in FeSi. 1986, Journal of Magnetism and Magnetic Materials Vol. 62(2-3), pp. 339—345
9. Panfilov A.S., Pushkar Y.Y., Svechkarev I.V. Effect of pressure on exchange-enhanced zone paramagnetism of palladium alloys. 1989, ZHURNAL EKSPERIMENTALNOI I TEORETICHESKOI FIZIKI Vol. 95(2), pp. 751—759
10. Panfilov A.S., Svechkarev I.V. The magnetovolume effect in strong itinerant paramagnets. 1993, International Journal of Modern Physics B Vol. 07(01n03), pp. 699—702
11. Grechnev G., Jarlborg T., Panfilov A., Peter M., Svechkarev I. The effect of pressure on the electronic structure and magnetic susceptibility of ε-FeSi. 1994, Solid State Communications Vol. 91(10), pp. 835—838
12. Pluzhnikov V., Czopnik A., Svechkarev I. de Haas-van Alphen effect in ScGa3, LuGa3 and YIn3. 1995, Physica B: Physics of Condensed Matter Vol. 212(4), pp. 375—378
13. Grechnev G., Panfilov A., Svechkarev I., Czopnik A., Suski W., Hackemer A. The effect of pressure on the magnetic susceptibility of CeIn3-xSnx alloys. 1997, Journal of Physics Condensed Matter Vol. 9(32), pp. 6921-6930
14. Svechkarev I., Panfilov A., Dolja S., Nakamura H., Shiga M. The effect of pressure on the magnetic susceptibility of RInCu4 (R = Gd, Er and Yb). 1999, Journal of Magnetism and Magnetic Materials Vol. 196, pp. 893—894
15. Svechkarev I., Panfilov A., Dolya S., Nakamura H., Shiga M., Schlottmann P. Magnetovolume effect in YbAgCu4. 2001, Physical Review B — Condensed Matter and Materials Physics Vol. 64(21), pp. 2144141-2144146
16. Baranovskiy A., Grechnev G., Svechkarev I., Eriksson O. Electronic structure and magnetic properties of GdM2 compounds. 2003, Journal of Magnetism and Magnetic Materials Vol. 258—259, pp. 520—522
17. Grechnev G., Logosha A., Svechkarev I., Kuchin A., Kulikov Y., Korzhavyi P., Eriksson O. Electronic structure and magnetic properties of RNi5-xCu x alloys (R=Y, La, Ce). 2006, Low Temperature Physics Vol. 32(12), pp. 1140—1146
18. Baranovskiy A., Grechnev G., Panfilov A., Svechkarev I., ZogaŁ O., Czopnik A., Hackemer A. Anomalous diamagnetism of YbPb3 compound: Pressure effects. 2008, Acta Physica Polonica A Vol. 113(1), pp. 243—246
19. Fedorchenko A., Grechnev G., Panfilov A., Logosha A., Svechkarev I., Filippov V., Lyashchenko A., Evdokimova A. Anisotropy of the magnetic properties and the electronic structure of transition-metal diborides. 2009, Low Temperature Physics Vol. 35(11), pp. 862—868
20. Grechnev G., Lyogenkaya A., Pluzhnikov V., Svechkarev I., Fedorchenko A., Perz J. De Haas-van Alphen effect in the band antiferromagnet FeGe2: Development of spin splitting. 2014, Low Temperature Physics Vol. 40(4), pp. 384—387

## Нагороди
Роботи І. В. Свєчкарьова зі спектроскопії металевих систем були відзначені Державною премією УРСР у галузі науки і техніки (1980).